# 安田三洋
安田 三洋（やすだ みつひろ、1949年-）は、日本及び米国ニューヨーク州弁護士。西村あさひ法律事務所パートナー。宮崎県出身。

## 人物
渉外金融法務（特にキャピタル・マーケット及び証券化分野）において高名。

## 略歴
- 1975年3月　東京大学法学部卒業
- 1977年4月　司法修習修了（29期）、弁護士登録（第二東京弁護士会）
- 1982年　米国ニューヨーク大学ロースクール卒業（M.C.J.）、米国サリヴァン・アンド・クロムウェル法律事務所勤務、ニューヨーク州弁護士登録
- 1988年8月　三井拓秀、和仁亮裕、前田博とともに三井安田法律事務所を設立、同事務所パートナー就任
- 2004年12月　同事務所解散。和仁亮裕らとともにリンクレーターズ法律事務所を設立、同事務所パートナー就任
- 2005年4月　外国法共同事業法律事務所リンクレーターズに改組
- 2007年7月　同事務所を退職し、西村あさひ法律事務所パートナー就任